# 서유기 (2007년 영화)
《서유기》(일본어: 西遊記)는 2007년 7월 14일 개봉한 일본 영화이다.

## 개요
- 2006년 후지 TV에서 인기리에 방송된 드라마 《서유기》의 영화화 작품이다.
- 2006년 5월 19일 칸에서 영화 제작 발표. 회장에서는 손오공 역의 모습으로 카토리 싱고가 등장해 회견을 열었다. 또한 회견에서 "제작비 10억엔(한화 약 120~140억원)을 들여 아시아의 해리포터로써 임하고 싶다"고 후지 TV 카메야마 치히로 영화 사업 국장의 발언도 있었다. 또한 중국 로케이션을 진행할 예정임을 밝혔다.
- 2006년 10월 24일 중국의 인촨 시 서하 왕릉에서 크랭크인. 2007년 1월 하순 크랭크업.
- 2006년 10월 24일 ~ 29일까지 4박 5일, 2007년 1월 11일 ~ 13일까지 2박 3일 스케줄의 중국 로케를 실시하였다.
- 2007년 3월 14일 클램프 업 회견.

## 출연진
- 손오공 - 카토리 싱고
- 사오정 - 우치무라 테루요시
- 저팔계 - 이토 아츠시
- 삼장법사 - 후카츠 에리
- 링링 - 미즈카와 아사미
- 노자 - 오쿠라 코지
- 레이미 - 타베 미카코
- 왕비 - 아이츠키 아키코
- 국왕 - 미타니 코키
- 몬토쿠 천왕 - 타니하라 쇼스케
- 가짜 손오공 - 난바라 키요타카
- 가짜 사오정 - 쿠사나기 츠요시
- 가짜 저팔계 - 네코 히로시
- 가짜 삼장법사 - 코다 쿠미
- 리우 별 - 코바야시 넨지
- 은각 대왕 - 키시타니 고로
- 금각 대왕 - 카가 타케시

## 스탭
- 제작 : 카메야마 치히로
- 기획 : 오오타 토오루
- 각본 : 사카모토 유지
- 감독 : 사와다 켄사쿠
- 프로듀서 : 스즈키 요시히로
- 이그제큐티브 프로듀서 : 시미즈 켄지, 시마타니 요시나리, 이이지마 미치
- 프로듀서 : 오가와 타이, 와다쿠라 카즈토시
- 음악 : 타케베 사토시
- 촬영 : 마츠시마 코스케
- 미술 : 시미즈 츠요시
- 조명 : 요시카도 소스케
- 녹음 : 타키자와 오사무
- 주제가 : 〈Around The World + GO! 하늘〉 - 몽키 매직(MONKEY MAJIK)
- 삽입곡 : 〈간다라-movie ver.〉- 몽키 매직(MONKEY MAJIK)
- 협력 : IMAGICA, 후지 퍼시픽 음악 출판, 혼조 국제 리서치 파크 외
- 제작 : 후지 TV, 토호, 제이 드림, FNS27 사
- 제작 프로덕션 : 씨네 바자
- 영상 제작 : 토호 영상 미술
- 배급 : 토호

## 수상 정보
- 제25회 골든 그로스상 : 일본 영화 부문 우수상 은상